# マルコ・エチェベリ
マルコ・エチェベリ（Marco Antonio Etcheverry Vargas, 1970年9月26日 - ）は、ボリビア出身の元同国代表サッカー選手、サッカー指導者。ポジションはミッドフィールダー。左利きのドリブラーで、得点能力やゲームメイクの能力も有していたことからエル・ディアブロ（悪魔）の愛称で呼ばれた。

## 経歴
ボリビア国内の選手養成機関アカデミア・タウイチ・アギレラでサッカーを学び、ボリビアのボリバルやチリのコロコロなどの南米のクラブで主にプレーし、1992年にはスペインのアルバセテ・バロンピエでプレーしたが馴染めず1シーズンで退団した。1996年、誕生して間もないアメリカMLS所属のD.C. ユナイテッドへ移籍。MLSでは3度のMLSカップ制覇を達成し、MVPやMLSベストイレブンに選ばれるなど成功を収めた。
ボリビア代表としては1989年6月22日に行われたチリ代表戦でデビュー。	
1993年7月25日に行われた1994 FIFAワールドカップ・南米予選のブラジル代表戦では試合終了間際に左サイドの角度のない所から決勝点をあげる活躍を見せ2-0の勝利に貢献。その後も3得点をあげてボリビアの44年ぶり3回目のワールドカップ出場に貢献したが、本大会では直前の怪我で控えに回った。開幕戦のドイツ代表戦に後半途中から出場したが、その3分後にドイツのローター・マテウスへのファウルで退場処分となり、残り2試合の出場機会を失い、ボリビア代表もグループリーグ敗退という結果に終わった。
引退後の2005年にはMLS選定の「MLS All-Time Best XI」に選出された。

## 代表歴

### 出場大会
- ボリビア代表
  - 1994 FIFAワールドカップ (グループリーグ敗退)

### 試合数
- 国際Aマッチ 71試合 13得点（1989年-2003年）[5]

| ボリビア代表 | 国際Aマッチ | 国際Aマッチ |
| 年           | 出場        | 得点        |
| ------------ | ----------- | ----------- |
| 1989         | 4           | 0           |
| 1990         | 0           | 0           |
| 1991         | 5           | 0           |
| 1992         | 0           | 0           |
| 1993         | 14          | 5           |
| 1994         | 1           | 0           |
| 1995         | 6           | 2           |
| 1996         | 10          | 2           |
| 1997         | 14          | 4           |
| 1998         | 0           | 0           |
| 1999         | 12          | 0           |
| 2000         | 3           | 0           |
| 2001         | 0           | 0           |
| 2002         | 1           | 0           |
| 2003         | 1           | 0           |
| 通算         | 71          | 13          |

### 得点
出典
| #  | 開催日         | 開催地                     | 対戦国         | 結果 | 大会                              |
| -- | -------------- | -------------------------- | -------------- | ---- | --------------------------------- |
| 1  | 1993年6月20日  | エクアドル、マチャラ       | コロンビア     | 1-1  | コパ・アメリカ1993                |
| 2  | 1993年7月23日  | ボリビア、ラパス           | ブラジル       | 2–0  | 1994 FIFAワールドカップ・南米予選 |
| 3  | 1993年8月8日   | ボリビア、ラパス           | ウルグアイ     | 3–1  | 1994 FIFAワールドカップ・南米予選 |
| 4  | 1993年8月22日  | ボリビア、ラパス           | ベネズエラ     | 7-0  | 1994 FIFAワールドカップ・南米予選 |
| 5  | 1993年8月22日  | ボリビア、ラパス           | ベネズエラ     | 7-0  | 1994 FIFAワールドカップ・南米予選 |
| 6  | 1995年7月11日  | ウルグアイ、パイサンドゥー | アメリカ合衆国 | 1–0  | コパ・アメリカ1995                |
| 7  | 1995年10月25日 | ボリビア、サンタ・クルス   | エクアドル     | 2–2  | 親善試合                          |
| 8  | 1996年2月14日  | ボリビア、スクレ           | パラグアイ     | 4-1  | 親善試合                          |
| 9  | 1996年7月7日   | ボリビア、ラパス           | ベネズエラ     | 6-1  | 1998 FIFAワールドカップ・南米予選 |
| 10 | 1997年1月12日  | ボリビア、ラパス           | エクアドル     | 2-0  | 1998 FIFAワールドカップ・南米予選 |
| 11 | 1997年6月15日  | ボリビア、ラパス           | ペルー         | 2-0  | コパ・アメリカ1997                |
| 12 | 1997年6月21日  | ボリビア、ラパス           | コロンビア     | 2-1  | コパ・アメリカ1997                |
| 13 | 1997年7月20日  | ボリビア、ラパス           | ウルグアイ     | 1-0  | 1998 FIFAワールドカップ・南米予選 |